# قائمة أعلام السودان
تظهر القائمة الأعلام المعتمدة في السودان تاريخيًا وإثنيًا حتى 2024

## الأعلام الوطنية
| علَم | تاريخ      | الاستخدام                     | وصف                                                                         |
| --- | ---------- | ----------------------------- | --------------------------------------------------------------------------- |
|     | 1970-اليوم | علم السودان                   | ثلاثة ألوان أفقية من الأحمر والأبيض والأسود؛ مع مثلث أخضر قائم على السارية. |
|     | 1970-اليوم | علم السودان (النسخة 2:3)      |                                                                             |
|     | 1970-اليوم | علم السودان (النسخة العمودية) | [ 3 ]                                                                       |

## علم الحكومة
| علَم | تاريخ      | الاستخدام           | وصف |
| --- | ---------- | ------------------- | --- |
|     | 1970-اليوم | علم الرئيس السوداني | ثلاثة ألوان أفقية من الأحمر والأبيض والأسود؛ بمثلث أخضر يرتكز على السارية والشعار الوطني في وسط الشريط الأبيض. |

## أعلام عسكرية
| علَم | تاريخ      | الاستخدام                                 | وصف |
| --- | ---------- | ----------------------------------------- | --- |
|     | 1956-اليوم | علم القوات الجوية السودانية               | مستطيل أزرق يحمل العلم الوطني في الزاوية اليمنى وشارات الطائرات العسكرية رمزاً القوات الجوية.                                                                                     |
|     | 1970-اليوم | الراية البحرية السودانية                  | مستطيل أبيض مع العلم الوطني في الزاوية اليمنى. |
|     | 2010-اليوم | علم الفرقة التاسعة المحمولة جوا السودانية | مستطيل أحمر به يحوي الشهادة الإسلامية بخط ذهبي "لا إله إلا الله محمد رسول الله" في الأعلى و وجملة "الفرقة التاسعة المحمولة جوا" في الأسفل وشعار الفرقة باللون الذهبي في المنتصف. |

## الأعلام شبه الوطنية
| علَم | تاريخ    | الاستخدام              | وصف |
| --- | -------- | ---------------------- | --- |
|     | ؟ -اليوم | علم ولاية النيل الأزرق |     |
|     | ؟ -اليوم | علم وسط دارفور         |     |
|     | ؟ -اليوم | علم ولاية شمال دارفور  |     |
|     | ؟ -اليوم | علم ولاية جنوب دارفور  |     |
|     | ؟ -اليوم | علم ولاية غرب دارفور   |     |
|     | ؟ -اليوم | علم ولاية كسلا         |     |
|     | ؟ -اليوم | علم ولاية الخرطوم      |     |
|     | ؟ -اليوم | علم دولة القضارف       |     |
|     | ؟ -اليوم | علم منطقة أبيي         |     |

## أعلام الأحزاب السياسية
| علَم | تاريخ      | الاستخدام                              | وصف |
| --- | ---------- | -------------------------------------- | --- |
|     | 1923-1924  | علم رابطة العلم الأبيض                 | مستطيل أبيض عليه علم المملكة المصرية في الكانتون ومخطط لنهر النيل باللون الأزرق على طول جانب الذبابة.                                                    |
|     | 1945-اليوم | علم حزب الأمة القومي                   | |
|     | 1946-اليوم | علم الحزب الشيوعي السوداني             | مستطيل أحمر مكتوب عليه كتابة عربية بيضاء مكتوب عليها " الحزب الشيوعي السوداني ".                                                                         |
|     | 1952-اليوم | علم الحزب الوحدوي الديمقراطي           | ثلاثة ألوان أفقية من الأزرق والأصفر والأخضر. مطابق للعلم الأول للسودان المستقل الذي استخدم بين عامي 1956 و1970.                                          |
|     | 1965-1970  | علم جبهة تحرير آزانيا                  | |
|     | 1957-اليوم | علم مؤتمر البجا                        | ثلاثة ألوان أفقية من الأزرق والأصفر والأخضر مع شريط أحمر عمودي بعرض 1/4 عند الرافعة.                                                                     |
|     | 1971-1985  | علم الاتحاد الاشتراكي السوداني         | مستطيل أبيض مع شعار الحزب في المنتصف. |
|     | 2002-اليوم | علم حركة/جيش تحرير السودان             | أربعة أشرطة أفقية باللون الأسود والأحمر والأزرق والأخضر مع وجود نجمة بيضاء في المنتصف.                                                                   |
|     | 2011-اليوم | علم الحركة الشعبية لتحرير السودان-شمال | ثلاثة ألوان أفقية من الأسود والأحمر والأزرق، مزخرفة بخطوط بيضاء؛ مع مثلث أخضر متساوي الأضلاع قائم على جانب الرافعة يحمل نجمة ذهبية خماسية داخل قرص أحمر. |
|     | 2011-اليوم | علم الجبهة الثورية السودانية           | ثلاثة ألوان أفقية من الأسود والأحمر والأخضر؛ مشحونة بنجمة خماسية زرقاء داخل قرص أصفر في المركز.                                                          |

## أعلام الأعراق
| علَم | تاريخ    | الاستخدام      | وصف                                                                                                |
| --- | -------- | -------------- | -------------------------------------------------------------------------------------------------- |
|     | ؟ -اليوم | علم شعب الدازا | لونان أفقيان من الأصفر والأسود مقسمان إلى خطين من الأحمر والأزرق ونجمة سوداء في وسط الشريط الأصفر. |
|     | ؟ -اليوم | علم شعب الهوسا | مستطيل أبيض يحوي عقدة داجين أريوا أو العقدة الشمالية في المنتصف.                                   |

## تاريخيا

### مملكة المقرة
| علَم | تاريخ    | يستخدم           | وصف                                  |
| --- | -------- | ---------------- | ------------------------------------ |
|     | 400-1590 | علم مملكة المقرة | مستطيل أبيض به صليب أسود في المنتصف. |

### مملكة علوة
| علَم | تاريخ    | يستخدم         | وصف                                                       |
| --- | -------- | -------------- | --------------------------------------------------------- |
|     | 500-1500 | علم مملكة علوة | مستطيل ذهبي به قرص أبيض في المنتصف وصليب أحمر داخل القرص. |

### الدولة العثمانية ( السودان التركي )
| علَم | تاريخ     | يستخدم                                      | وصف                                                           |
| --- | --------- | ------------------------------------------- | ------------------------------------------------------------- |
|     | 1820-1844 | علم الدولة العثمانية (السودان التركي)       | مستطيل أحمر به هلال أبيض ونجمة ثمانية الرؤوس.                 |
|     | 1844-1899 | علم الدولة العثمانية                        | مستطيل أحمر به هلال أبيض ونجمة خماسية.                        |
|     | 1820-1844 | علم مصر العثمانية                           | علم أحمر به هلال أبيض يحتوي على نجمة بيضاء ذات سبعة رؤوس.     |
|     | 1844-1867 | علم خديوية مصر المعلنة ذاتياً، قدمه محمد علي | علم أحمر به هلال أبيض يحتوي على نجمة بيضاء خماسية.            |
|     | 1867-1881 | علم خديوية مصر                              | العلم الأحمر، به هلال أبيض، يحتوي على ثلاث نجوم بيضاء خماسية. |
|     | 1881-1899 | علم خديوية مصر تحت الاحتلال البريطاني       | مطابق للعلم الوطني المستخدم بين عامي 1844 و1867.              |

### الدولة المهدية
| علَم | تاريخ     | يستخدم                                                 | وصف                                                                                                |
| --- | --------- | ------------------------------------------------------ | -------------------------------------------------------------------------------------------------- |
|     | 1881-1899 | العلم المستخدم خلال الثورة المهدية وفي السودان المهدية | مستطيل ذهبي بحدود زرقاء وحمراء وأربعة أسطر من النصوص العربية التي تدل على الولاء لله ومحمد والمهدي |
|     | 1881-1899 | راية العقاب المستخدم في السودان المهدية                | علم أسود بسيط                                                                                      |

### السودان الإنجليزي المصري
| علَم | تاريخ      | يستخدم | وصف |
| --- | ---------- | --- | --- |
|     | 1899-1956  | علم المملكة المتحدة ، المعروف أيضًا باسم جاك الاتحاد                                                                         | تراكب أعلام إنجلترا واسكتلندا مع علم القديس باتريك (الذي يمثل إيرلندا ). |
|     | 1899-1914  | علم خديوية مصر تحت الاحتلال البريطاني                                                                                       | مطابق للعلم الوطني المستخدم بين عامي 1844 و1867. |
|     | 1914-1922  | علم سلطنة مصر | علم أحمر به ثلاثة أهلة بيضاء، يحتوي كل منها على نجمة بيضاء خماسية. |
|     | 1922-1956  | علم مملكة مصر والعلم الرسمي المشترك لجمهورية مصر العربية                                                                    | علم أخضر به هلال أبيض يحتوي على ثلاث نجوم بيضاء خماسية. |
|     | 1952-1956  | علم الثورة المصرية عام 1952 وجمهورية مصر ظل العلم الملكي الأخضر هو العلم الوطني لمصر حتى عام 1958، حتى بعد إعلان الجمهورية. | بعد ثورة 1952، احتفظ الضباط الأحرار بعلم المملكة، لكنهم أدخلوا أيضًا علم جمهورية مصر السابقة بألوان الأحمر والأبيض والأسود، مع شعار الثورة نسر صلاح الدين الأيوبي. الشريط الأوسط بشعار أخضر مع هلال أبيض وخمس نجوم. |
|     | 1899-1956  | علم الحاكم العام البريطاني                                                                                                  | علم الاتحاد يحمل شعار السودان. |
|     | 1925-1956  | علم قوة دفاع السودان | ثلاثة ألوان أفقية من الأسود (العلوي)، والأبيض، والأسود مع سيفين متقاطعين في المنتصف. |
|     | أبريل 1955 | علم السودان المؤقت المستخدم خلال مؤتمر باندونغ (أبريل 1955)                                                                 | علم أبيض مكتوب في وسطه اسم الدولة باللون الأحمر. |

### الاستقلال
| علَم | تاريخ     | يستخدم                        | وصف                                                |
| --- | --------- | ----------------------------- | -------------------------------------------------- |
|     | 1956-1970 | علم السودان المستقل           | ثلاثية الألوان أفقية من الأزرق والأصفر والأخضر.    |
|     | 1956-1970 | علم السودان المستقل (شكل 2:3) |                                                    |
|     | 1962-1970 | الراية البحرية السودانية      | حقل أبيض مع العلم الوطني في الزاوية العليا اليمنى. |
|     | 1956-1970 | علم مصلحة الجمارك السودانية   | [ 17 ]                                             |